# Eleições legislativas portuguesas de 1980 no distrito do Porto
| Eleições legislativas portuguesas de 1980 Distritos: Aveiro \| Beja \| Braga \| Bragança \| Castelo Branco \| Coimbra \| Évora \| Faro \| Guarda \| Leiria \| Lisboa \| Portalegre \| Porto \| Santarém \| Setúbal \| Viana do Castelo \| Vila Real \| Viseu \| Açores \| Madeira \| Estrangeiro |

## Resultados por Concelho
Os resultados nos concelhos do Distrito do Porto foram os seguintes:

### Amarante
| Partido                 | Partido                           | Votos  | %               | +/-  |
| ----------------------- | --------------------------------- | ------ | --------------- | ---- |
|                         | Aliança Democrática               | 13 788 | 50,44 / 100,00  | 3,57 |
|                         | Frente Republicana e Socialista   | 8 653  | 31,66 / 100,00  | 4,03 |
|                         | Aliança Povo Unido                | 1 766  | 6,46 / 100,00   | 1,22 |
|                         | POUS-PST                          | 769    | 2,81 / 100,00   | -    |
|                         | União Democrática Popular         | 497    | 1,82 / 100,00   | 0,57 |
|                         | Partido Socialista Revolucionário | 451    | 1,65 / 100,00   | 0,79 |
|                         | Outros                            | 476    | 1,75 / 100,00   |      |
| Votos Inválidos         | Votos Inválidos                   | 933    | 3,42 / 100,00   | 0,48 |
| Total                   | Total                             | 27 333 | 100,00 / 100,00 |      |
| Eleitorado/Participação | Eleitorado/Participação           | 32 573 | 83,91 / 100,00  | 2,94 |

### Baião
| Partido                 | Partido                           | Votos  | %               | +/-  |
| ----------------------- | --------------------------------- | ------ | --------------- | ---- |
|                         | Aliança Democrática               | 5 372  | 43,12 / 100,00  | 4,17 |
|                         | Frente Republicana e Socialista   | 4 865  | 39,05 / 100,00  | 4,16 |
|                         | Aliança Povo Unido                | 738    | 5,92 / 100,00   | 1,08 |
|                         | POUS-PST                          | 368    | 2,95 / 100,00   | -    |
|                         | Partido Socialista Revolucionário | 155    | 1,24 / 100,00   | 0,49 |
|                         | União Democrática Popular         | 149    | 1,20 / 100,00   | 0,05 |
|                         | Outros                            | 219    | 1,77 / 100,00   |      |
| Votos Inválidos         | Votos Inválidos                   | 591    | 4,74 / 100,00   | 1,88 |
| Total                   | Total                             | 12 457 | 100,00 / 100,00 |      |
| Eleitorado/Participação | Eleitorado/Participação           | 16 124 | 77,26 / 100,00  | 3,83 |

### Felgueiras
| Partido                 | Partido                           | Votos  | %               | +/-  |
| ----------------------- | --------------------------------- | ------ | --------------- | ---- |
|                         | Aliança Democrática               | 12 582 | 49,89 / 100,00  | 2,97 |
|                         | Frente Republicana e Socialista   | 8 608  | 34,13 / 100,00  | 5,17 |
|                         | Aliança Povo Unido                | 1 562  | 6,19 / 100,00   | 1,03 |
|                         | POUS-PST                          | 709    | 2,81 / 100,00   | -    |
|                         | Partido Socialista Revolucionário | 330    | 1,31 / 100,00   | 0,77 |
|                         | Outros                            | 623    | 2,47 / 100,00   |      |
| Votos Inválidos         | Votos Inválidos                   | 807    | 3,20 / 100,00   | 0,35 |
| Total                   | Total                             | 25 221 | 100,00 / 100,00 |      |
| Eleitorado/Participação | Eleitorado/Participação           | 28 329 | 89,03 / 100,00  | 2,65 |

### Gondomar
| Partido                 | Partido                           | Votos  | %               | +/-  |
| ----------------------- | --------------------------------- | ------ | --------------- | ---- |
|                         | Aliança Democrática               | 30 389 | 39,56 / 100,00  | 1,92 |
|                         | Frente Republicana e Socialista   | 27 274 | 35,51 / 100,00  | 0,05 |
|                         | Aliança Povo Unido                | 13 680 | 17,81 / 100,00  | 3,54 |
|                         | POUS-PST                          | 1 229  | 1,60 / 100,00   | -    |
|                         | União Democrática Popular         | 990    | 1,29 / 100,00   | 0,50 |
|                         | Partido Socialista Revolucionário | 880    | 1,15 / 100,00   | 0,73 |
|                         | Outros                            | 1 028  | 1,34 / 100,00   |      |
| Votos Inválidos         | Votos Inválidos                   | 1 344  | 1,75 / 100,00   | 0,16 |
| Total                   | Total                             | 76 814 | 100,00 / 100,00 |      |
| Eleitorado/Participação | Eleitorado/Participação           | 85 543 | 89,80 / 100,00  | 1,46 |

### Lousada
| Partido                 | Partido                           | Votos  | %               | +/-  |
| ----------------------- | --------------------------------- | ------ | --------------- | ---- |
|                         | Aliança Democrática               | 9 593  | 49,16 / 100,00  | 2,99 |
|                         | Frente Republicana e Socialista   | 6 734  | 34,51 / 100,00  | 3,02 |
|                         | Aliança Povo Unido                | 1 439  | 7,37 / 100,00   | 1,71 |
|                         | POUS-PST                          | 505    | 2,59 / 100,00   | -    |
|                         | Partido Socialista Revolucionário | 266    | 1,36 / 100,00   | 0,51 |
|                         | Outros                            | 517    | 2,66 / 100,00   |      |
| Votos Inválidos         | Votos Inválidos                   | 461    | 2,36 / 100,00   | 0,26 |
| Total                   | Total                             | 19 515 | 100,00 / 100,00 |      |
| Eleitorado/Participação | Eleitorado/Participação           | 22 001 | 88,70 / 100,00  | 1,93 |

### Maia
| Partido                 | Partido                           | Votos  | %               | +/-  |
| ----------------------- | --------------------------------- | ------ | --------------- | ---- |
|                         | Aliança Democrática               | 19 655 | 41,67 / 100,00  | 2,10 |
|                         | Frente Republicana e Socialista   | 18 035 | 38,24 / 100,00  | 0,54 |
|                         | Aliança Povo Unido                | 5 776  | 12,25 / 100,00  | 3,48 |
|                         | POUS-PST                          | 896    | 1,90 / 100,00   | -    |
|                         | União Democrática Popular         | 732    | 1,55 / 100,00   | 0,59 |
|                         | Partido Socialista Revolucionário | 623    | 1,32 / 100,00   | 0,88 |
|                         | Outros                            | 632    | 1,35 / 100,00   |      |
| Votos Inválidos         | Votos Inválidos                   | 816    | 1,73 / 100,00   | 0,26 |
| Total                   | Total                             | 47 165 | 100,00 / 100,00 |      |
| Eleitorado/Participação | Eleitorado/Participação           | 52 813 | 89,31 / 100,00  | 0,51 |

### Marco de Canaveses
| Partido                 | Partido                           | Votos  | %               | +/-  |
| ----------------------- | --------------------------------- | ------ | --------------- | ---- |
|                         | Aliança Democrática               | 13 183 | 56,44 / 100,00  | 4,08 |
|                         | Frente Republicana e Socialista   | 6 490  | 27,78 / 100,00  | 4,97 |
|                         | Aliança Povo Unido                | 1 276  | 5,46 / 100,00   | 1,11 |
|                         | POUS-PST                          | 662    | 2,83 / 100,00   | -    |
|                         | Partido Socialista Revolucionário | 306    | 1,31 / 100,00   | 0,59 |
|                         | União Democrática Popular         | 244    | 1,04 / 100,00   | 0,65 |
|                         | Outros                            | 393    | 1,68 / 100,00   |      |
| Votos Inválidos         | Votos Inválidos                   | 804    | 3,45 / 100,00   | 0,23 |
| Total                   | Total                             | 23 358 | 100,00 / 100,00 |      |
| Eleitorado/Participação | Eleitorado/Participação           | 27 191 | 85,90 / 100,00  | 2,69 |

### Matosinhos
| Partido                 | Partido                           | Votos  | %               | +/-  |
| ----------------------- | --------------------------------- | ------ | --------------- | ---- |
|                         | Frente Republicana e Socialista   | 35 307 | 42,25 / 100,00  | 0,10 |
|                         | Aliança Democrática               | 31 400 | 37,58 / 100,00  | 1,48 |
|                         | Aliança Povo Unido                | 11 135 | 13,33 / 100,00  | 2,68 |
|                         | União Democrática Popular         | 1 477  | 1,77 / 100,00   | 0,66 |
|                         | POUS-PST                          | 1 246  | 1,49 / 100,00   | -    |
|                         | Partido Socialista Revolucionário | 854    | 1,02 / 100,00   | 0,73 |
|                         | Outros                            | 825    | 0,99 / 100,00   |      |
| Votos Inválidos         | Votos Inválidos                   | 1 318  | 1,57 / 100,00   | 0,26 |
| Total                   | Total                             | 83 562 | 100,00 / 100,00 |      |
| Eleitorado/Participação | Eleitorado/Participação           | 93 255 | 89,61 / 100,00  | 1,10 |

### Paços de Ferreira
| Partido                 | Partido                           | Votos  | %               | +/-  |
| ----------------------- | --------------------------------- | ------ | --------------- | ---- |
|                         | Aliança Democrática               | 13 289 | 61,92 / 100,00  | 6,42 |
|                         | Frente Republicana e Socialista   | 5 017  | 23,38 / 100,00  | 5,73 |
|                         | Aliança Povo Unido                | 1 684  | 7,85 / 100,00   | 1,89 |
|                         | POUS-PST                          | 382    | 1,78 / 100,00   | -    |
|                         | Partido Socialista Revolucionário | 288    | 1,34 / 100,00   | 0,77 |
|                         | Outros                            | 440    | 2,04 / 100,00   |      |
| Votos Inválidos         | Votos Inválidos                   | 363    | 1,69 / 100,00   | 0,02 |
| Total                   | Total                             | 21 463 | 100,00 / 100,00 |      |
| Eleitorado/Participação | Eleitorado/Participação           | 24 035 | 89,30 / 100,00  | 1,88 |

### Paredes
| Partido                 | Partido                           | Votos  | %               | +/-  |
| ----------------------- | --------------------------------- | ------ | --------------- | ---- |
|                         | Aliança Democrática               | 20 619 | 60,72 / 100,00  | 4,01 |
|                         | Frente Republicana e Socialista   | 8 217  | 24,20 / 100,00  | 3,31 |
|                         | Aliança Povo Unido                | 2 526  | 7,44 / 100,00   | 1,48 |
|                         | POUS-PST                          | 683    | 2,01 / 100,00   | -    |
|                         | Partido Socialista Revolucionário | 398    | 1,17 / 100,00   | 0,58 |
|                         | Outros                            | 858    | 2,52 / 100,00   |      |
| Votos Inválidos         | Votos Inválidos                   | 659    | 1,94 / 100,00   | 0,14 |
| Total                   | Total                             | 33 960 | 100,00 / 100,00 |      |
| Eleitorado/Participação | Eleitorado/Participação           | 37 984 | 89,41 / 100,00  | 2,06 |

### Penafiel
| Partido                 | Partido                           | Votos  | %               | +/-  |
| ----------------------- | --------------------------------- | ------ | --------------- | ---- |
|                         | Aliança Democrática               | 17 695 | 52,96 / 100,00  | 2,16 |
|                         | Frente Republicana e Socialista   | 9 560  | 28,61 / 100,00  | 2,52 |
|                         | Aliança Povo Unido                | 2 845  | 8,51 / 100,00   | 1,46 |
|                         | POUS-PST                          | 881    | 2,64 / 100,00   | -    |
|                         | União Democrática Popular         | 399    | 1,19 / 100,00   | 0,55 |
|                         | Partido Socialista Revolucionário | 396    | 1,19 / 100,00   | 0,58 |
|                         | Outros                            | 662    | 1,98 / 100,00   |      |
| Votos Inválidos         | Votos Inválidos                   | 974    | 2,91 / 100,00   | 0,38 |
| Total                   | Total                             | 33 412 | 100,00 / 100,00 |      |
| Eleitorado/Participação | Eleitorado/Participação           | 37 268 | 89,65 / 100,00  | 2,59 |

### Porto
| Partido                 | Partido                         | Votos   | %               | +/-  |
| ----------------------- | ------------------------------- | ------- | --------------- | ---- |
|                         | Aliança Democrática             | 107 154 | 47,78 / 100,00  | 0,96 |
|                         | Frente Republicana e Socialista | 71 515  | 31,89 / 100,00  | 1,27 |
|                         | Aliança Povo Unido              | 33 245  | 14,82 / 100,00  | 2,92 |
|                         | União Democrática Popular       | 3 948   | 1,76 / 100,00   | 0,54 |
|                         | Outros                          | 5 591   | 2,50 / 100,00   |      |
| Votos Inválidos         | Votos Inválidos                 | 2 802   | 1,25 / 100,00   | 0,11 |
| Total                   | Total                           | 224 255 | 100,00 / 100,00 |      |
| Eleitorado/Participação | Eleitorado/Participação         | 249 760 | 89,79 / 100,00  | 1,12 |

### Póvoa de Varzim
| Partido                 | Partido                         | Votos  | %               | +/-  |
| ----------------------- | ------------------------------- | ------ | --------------- | ---- |
|                         | Aliança Democrática             | 18 136 | 61,96 / 100,00  | 2,72 |
|                         | Frente Republicana e Socialista | 6 950  | 23,74 / 100,00  | 2,33 |
|                         | Aliança Povo Unido              | 2 453  | 8,38 / 100,00   | 1,08 |
|                         | POUS-PST                        | 467    | 1,60 / 100,00   | -    |
|                         | Outros                          | 760    | 2,59 / 100,00   |      |
| Votos Inválidos         | Votos Inválidos                 | 505    | 1,73 / 100,00   | 0,25 |
| Total                   | Total                           | 29 271 | 100,00 / 100,00 |      |
| Eleitorado/Participação | Eleitorado/Participação         | 33 298 | 87,91 / 100,00  | 2,61 |

### Santo Tirso
| Partido                 | Partido                           | Votos  | %     | +/-  |
| ----------------------- | --------------------------------- | ------ | ----- | ---- |
|                         | Aliança Democrática               | 26 087 | 47,29 | 3,78 |
|                         | Frente Republicana e Socialista   | 20 034 | 36,32 | 3,33 |
|                         | Aliança Povo Unido                | 4 611  | 8,36  | 2,63 |
|                         | POUS-PST                          | 1 250  | 2,70  | -    |
|                         | Partido Socialista Revolucionário | 706    | 1,28  | 0,69 |
|                         | Outros                            | 1 394  | 2,53  |      |
| Votos Inválidos         | Votos Inválidos                   | 1 079  | 1,96  | 0,26 |
| Total                   | Total                             | 55 161 | 100   |      |
| Eleitorado/Participação | Eleitorado/Participação           | 61 416 | 89,82 | 2,26 |

### Valongo
| Partido                 | Partido                           | Votos  | %               | +/-  |
| ----------------------- | --------------------------------- | ------ | --------------- | ---- |
|                         | Aliança Democrática               | 14 770 | 41,72 / 100,00  | 1,41 |
|                         | Frente Republicana e Socialista   | 13 758 | 38,86 / 100,00  | 0,39 |
|                         | Aliança Povo Unido                | 4 440  | 12,54 / 100,00  | 3,00 |
|                         | POUS-PST                          | 535    | 1,51 / 100,00   | -    |
|                         | União Democrática Popular         | 526    | 1,49 / 100,00   | 0,45 |
|                         | Partido Socialista Revolucionário | 364    | 1,03 / 100,00   | 0,70 |
|                         | Outros                            | 388    | 1,10 / 100,00   |      |
| Votos Inválidos         | Votos Inválidos                   | 623    | 1,76 / 100,00   | 0,22 |
| Total                   | Total                             | 35 404 | 100,00 / 100,00 |      |
| Eleitorado/Participação | Eleitorado/Participação           | 39 434 | 89,78 / 100,00  | 0,94 |

### Vila do Conde
| Partido                 | Partido                           | Votos  | %               | +/-  |
| ----------------------- | --------------------------------- | ------ | --------------- | ---- |
|                         | Aliança Democrática               | 17 249 | 48,13 / 100,00  | 3,03 |
|                         | Frente Republicana e Socialista   | 12 693 | 35,42 / 100,00  | 2,01 |
|                         | Aliança Povo Unido                | 3 291  | 9,18 / 100,00   | 2,64 |
|                         | POUS-PST                          | 770    | 2,15 / 100,00   | -    |
|                         | Partido Socialista Revolucionário | 417    | 1,16 / 100,00   | 0,60 |
|                         | Outros                            | 764    | 2,12 / 100,00   |      |
| Votos Inválidos         | Votos Inválidos                   | 654    | 1,83 / 100,00   | 0,33 |
| Total                   | Total                             | 35 838 | 100,00 / 100,00 |      |
| Eleitorado/Participação | Eleitorado/Participação           | 40 497 | 88,50 / 100,00  | 1,60 |

### Vila Nova de Gaia
| Partido                 | Partido                           | Votos   | %               | +/-  |
| ----------------------- | --------------------------------- | ------- | --------------- | ---- |
|                         | Aliança Democrática               | 58 388  | 42,34 / 100,00  | 1,95 |
|                         | Frente Republicana e Socialista   | 52 205  | 37,86 / 100,00  | 0,76 |
|                         | Aliança Povo Unido                | 17 501  | 12,69 / 100,00  | 2,75 |
|                         | POUS-PST                          | 2 352   | 1,71 / 100,00   | -    |
|                         | União Democrática Popular         | 1 913   | 1,39 / 100,00   | 0,59 |
|                         | Partido Socialista Revolucionário | 1 485   | 1,08 / 100,00   | 0,68 |
|                         | Outros                            | 1 624   | 1,18 / 100,00   |      |
| Votos Inválidos         | Votos Inválidos                   | 2 426   | 1,76 / 100,00   | 0,15 |
| Total                   | Total                             | 137 894 | 100,00 / 100,00 |      |
| Eleitorado/Participação | Eleitorado/Participação           | 153 300 | 89,95 / 100,00  | 0,93 |